# Ranarp
Ranarp är en ort i Båstads kommun i Skåne län belägen strax utanför Förslöv i Förslövs socken. 